# Merritt Airport
Merritt Airport, även Saunders Field är en flygplats i Kanada.   Den ligger i provinsen British Columbia, i den södra delen av landet, 3 400 km väster om huvudstaden Ottawa. Merritt Airport ligger 629 meter över havet.
Terrängen runt Merritt Airport är huvudsakligen kuperad, men söderut är den bergig. Merritt Airport ligger nere i en dal. Trakten runt Merritt Airport är nära nog obefolkad, med mindre än två invånare per kvadratkilometer.. Närmaste större samhälle är Merritt, 3,8 km väster om Merritt Airport.
I omgivningarna runt Merritt Airport växer i huvudsak barrskog.